# Elephant Heart Plum
Elephant Heart es una variedad cultivar de ciruelo (Prunus salicina), de las denominadas ciruelas japonesas (aunque las ciruelas japonesas en realidad se originaron en China, fueron llevadas a los EE. UU. a través de Japón en el siglo XIX).
Una variedad que crio y desarrolló a principios del siglo XX Luther Burbank en Sebastopol (California), siendo un híbrido resultado del cruce de Prunus salicina X polen de variedad desconocida no registrada?. 
Las frutas tienen una pulpa de color rojo carmín, con textura bastante firme y dulce, sabor enérgico subácido, muy bueno, típico de las denominadas ciruelas japonesas. Tolera las zonas de rusticidad según el departamento USDA, de nivel 5 a 9.

## Sinonimia
- "Burbank Elephant Heart".

## Historia
'Elephant Heart' variedad de ciruela, de las denominadas ciruelas japonesas con base de Prunus salicina, que fue desarrollada y cultivada por primera vez en el jardín del famoso horticultor Luther Burbank en Santa Rosa (California) mediante una hibridación de Prunus salicina como "Parental Madre" x polen de variedad desconocida como "Parental Padre". Burbank realizaba investigaciones en su jardín personal y era considerado un artista del fitomejoramiento, que intentaba muchos cruces diferentes mientras registraba poca información sobre cada experimento.
Las ciruelas 'Elephant Heart' se desarrollaron a principios del siglo XX en los terrenos de cultivo de Luther Burbank en Sebastopol California. Seleccionado en 1920, sin embargo, no fue comercializado por Burbank. Introducido comercialmente en 1929 por los viveristas "Stark Bros. Nurseries & Orchards Co., Luisiana, Misuri.

## Características
'Elephant Heart' árbol grande, erguido, y no muy vigoroso, siendo su fuerte crecimiento erguido una característica notable de la variedad, extendido, bastante productivo. En su polinización, mejora con buenos polinizadores tal como 'Santa Rosa', 'Beauty', y 'Redheart', que tiene un tiempo de floración que comienza a partir del 18 de abril con el 10% de floración, para el 21 de abril tiene una floración completa (80%), y para el 8 de mayo tiene un 90% de caída de pétalos.
'Elephant Heart' tiene una talla de fruto de grande a muy grande, de forma ovalada, ligeramente asimétrica; epidermis tiene una piel de color ambarino o incluso cobrizo, sutura poco profunda, y ápice puntiagudo, cavidad medianamente poco profunda, abruptamente redondeada; pulpa de color rojo carmín, con textura bastante firme y dulce, sabor enérgico subácido, muy bueno, con notas a vainilla y frutos rojos del bosque.
Hueso no adherente, pequeño, plano, puntiagudo, casi liso, zona pistilar apuntada, asimétrico.
Su tiempo de recogida de cosecha se inicia en su maduración de la segunda decena de julio, y en zonas más frías a principios de agosto. La variedad se considera extremadamente delicada, se magulla fácilmente y debe recolectarse y envasarse a mano cuando esté madura. Debido a su complicado proceso de cultivo, las ciruelas 'Elephant Heart' han caído en desgracia entre los productores comerciales y se han convertido en una variedad poco común que se encuentra en granjas selectas.

## Usos
Las ciruelas 'Elephant Heart' son buenas en fresco para comer directamente del árbol, calidad de primera, también muy buenas en postres de cocina como tartas y pasteles, y se  utilizan comúnmente para hacer conservas y mermeladas.

## Cultivo
A pesar de su color único, las ciruelas 'Elephant Heart' solo las cultivan unas pocas granjas especializadas y jardineros domésticos en toda California, debido a su complicado proceso de cultivo y considerarse extremadamente delicada, pues se magulla fácilmente y debe recolectarse y envasarse a mano cuando esté madura.

## Susceptibilidades
Presenta cierta vulnerabilidad a la pudrición parda y al hongo del agujero de bala.